# Нью-ейдж (музика)
«Нью-ейдж» — напрямок у музиці, який часто пов'язують з філософським напрямком нью-ейджу. Музика нью-ейджу містить інструментальні та електронні композиції, а іноді також вокальні твори. Енія, володар чотирьох премій Греммі в номінації «Найкращий New Age Альбом», співає багатьма мовами, в тому числі й латинською.

## Витоки
Музика нью-ейджу виросла з експериментів різних композиторів 1960–1970-х як реакція на джазових і рок-музикантів, на віртуозну імпровізовану, популярною в ті часи, музику. Ці експерименти були направлені на пошуки більш медитативної, споглядальної музики.
Також музика нью-ейдж зазнала впливу ранньої електронної музики, європейської академічної музики та етнічної музики. Іншим впливом може вважатися мінімалізм Террі Рілея та Стіва Райха (особливо його індійські мотиви) а також творчість таких музикантів, як Tony Conrad, LaMonte Young, які працювали із шумом в ранніх 1960-х. З появою нью-ейдж музики пов'язане відродження інтересу до григоріанського хоралу в другій половині 20-го сторіччя.
Вважається, що на ембієнт і нью-ейдж вплинули також сольні виступи таких музикантів як Кіт Джарретт (особливо його запис «The Koln Concert»), Ralph Towner (із записами «Blue Sun» й «Solo Concert») і Lyle Mays з його епонімічним альбомом.

## Становлення напрямку
Важливою фігурою ранньої музики нью ейджу можна вважати Стівена Гальперна (англ. Steven Halpern). На початку 1970-х років Гальперн почав складати музику, що призначалася виключно для медитацій та роздумів. Не змігши знайти лейбл, який був би зацікавлений у його музиці, він публікував її самотужки, розповсюджуючи через магазини «нью-ейджу»: крамниці «гімнастика йоги», «здорова їжа», місця, де продавали одяг різних народів світу, фіміам та релігійні приладдя. Музика Гальперна базується на дуже повільній пульсації, фразування нагадує повільне дихання, що надає його музиці розслаблюючого характеру.
Іншою предтечею музики нью-ейдж можна вважати роботи німецьких музикантів, таких як Хольгер Чукай (колишній університетський студент Карлхайнца Штокгаузена), Popol Vuh й Tangerine Dream, які з 1968 по 1973 роки випустили кілька композицій, що включали експериментальні звуки і фони, видобуті за допомогою електроніки та акустичних інструментів. Їхня музика, згадувана як космічна музика («cosmic»), може бути віднесена і до ембієнту і до нью-ейджу, в залежності від точки зору.
В Італії ми знаходимо Jean Ven Robert Hal. Пізніше Браян Іно дав визначення напрямку ембієнта, який з'єднав стилі багатьох музикантів, таких як Robert Fripp, Jon Hassell, Laraaji, Harold Budd, Cluster, Jah Wobble.
До нью-ейджу відносять також акустичні сольні й командні записи музикантів, здійснені лейблом Windham Hill Records, зокрема такими як Andy Summers, Вільям Акерман, Alex de Grassi, George Winston і Michael Hedges. Всі вони звуться «музикантами нью-ейдж» більш ніж за останні 30 років.
Багато інших музикантів писали музику, що може бути віднесена до цієї категорії. Так ембієнтна музика Браяна Іно, особливо альбом Ambient 2, є дуже споглядальним. Багато музикантів-електронщиків писали музику нью-ейдж, зокрема John Serrie, Kitaro, Aeoliah, Steve Roach і Michael Stearns. Деякі композиції Vangelis, Tangerine Dream і Клауса Шульца також можуть бути віднесеними до нью ейджу. Paul Horn створював акустичну нью-ейджову музику протягом 30 років.

## Основні риси
Музика, окреслена терміном нью-ейдж, часто несе в собі бачення кращого майбутнього та виражає поклоніння красі й добру. Ця музика рідко звертається до проблем реального світу, але споглядає світ ідеалізований. Відомі теми музики нью-ейдж — це космос, навколишнє середовище, природа, благо буття, гармонія зі світом і власним Я, сни й подорожі в духовному світі.
G.E.N.E. продюсувала серії альбомів, присвячених таким місцям, як Тихий океан, Середземномор'я, а також спеціальні диски із записами звуків різних океанів. Енніо Моріконе створив звукову доріжку до фільму «Місія на Марс», титри цього фільму супроводжуються піснею All the friends, аранжованому в стилі нью-ейдж.
Композиції нерідко позичають назви зірок чи сузір'їв, або описові назви, як-от: «Principles of Lust» («Принципи пристрасті») (Enigma), «Purple Dawn» («Пурпуровий світанок») (Anugama), «Shepherd Moons» («Пастух місяців») (Enya), «Straight' a Way To Orion» («Прямий шлях на Оріон») (Kitaro), «The Quiet Self» («Безмовне „Я“») (Gregorian), «One Deep Breath» («Один Глибокий Подих») (Бредлі Джозеф).

## Аудіо
- Енія:
  - «How Can I Keep From Singing?»ⓘ (1991, фрагмент)
  - «A Day Without Rain»ⓘ (2000, фрагмент)

## Виконавці
Серед артистів, які працюють або частково працювали в стилі нью ейдж можна назвати таких:
| - Adiemus - Al Gromer Khan - Dagda - David Arkenstone - Dead Can Dance - Deuter - Diana Arkenstone - Enigma | - Enya - Era - Gandalf - Jean Ven Ronert Hal - Jean Michel Jarre - Llewellyn - Kitaro - Майк Олдфілд | - Moondog - Oliver Shanti - Patrick O'Hearn - R. Carlos Nakai - Ray Lynch - Rick Wakeman - Tangerine Dream - Vangelis | - Yiruma - Самата (Україна) |